# 알파 앤 오메가
《알파 앤 오메가》(Alpha and Omega)는 2010년 공개된 미국의 애니메이션 영화이다.

## 배역

### 영어 개스팅
- 헤이든 파네티어 - 케이트
- 저스틴 롱 - 험프리
- 데니스 호퍼 - 토니
- 대니 글로버 - 윈스턴
- 크리스티나 리치 - 릴리
- 래리 밀러 - 마르셀
- 에릭 프라이스 - 패디
- 빅키 루이스 - 이브
- 크리스 카맥 - 가스
- 케빈 서스만 - 샤키
- 브라이언 도노반 - 샐티

### 한국어 더빙
- 신동 - 험프리
- 박규리 - 케이트
- 윤세웅 - 패디
- 유해무 - 토니
- 장광 - 윈스턴
- 이재현 - 릴리
- 홍진욱 - 마르셀
- 김현심 - 이브
- 엄상현 - 가스